# Ana Libia
Ana Libia (fallecida el 16 de octubre de 2023) fue una cantante mexicana de boleros.
Nacida en Tierra Blanca, Veracruz, Ana Libia era reconocida por ser la intérprete del compositor Gonzalo Curiel en los últimos años de la década de los cincuenta. Con la orquesta de Curiel, grabó una canción del compositor titulada «Luna amiga» que Discos Orfeón incluyó en la compilación Ritmo candente, vol. II (1958).
En 1965, Ana Libia grabó un álbum de estudio titulado Veracruz con el pianista Everardo Ortiz. Este disco fue reeditado posteriormente con el título Éxitos de Toña la Negra por Discos Suave. La cantante fue una de las artistas invitadas más frecuentes del programa de televisión Nostalgia del periodista Jorge Saldaña, y cantó varias canciones en el episodio que conmemoró el aniversario número 13 del programa.
Su hermano, Víctor Manuel Sosa, fue un reconocido intérprete de la canción ranchera en los años setenta.

## Discografia (parcial)
- Veracruz (Regis, 1965)
- Recuerdos del ayer
- Sí, señor